# Vicyohandri Odelín
Vicyohandri Odelín (26 de junho de 1980) é um jogador de beisebol cubano.

## Carreira
Vicyohandri Odelín foi campeão olímpico nas Olimpíadas de 2004. Também consquistou medalha de prata nos Jogos Olímpicos de 2008.